# Ilsa (serie di film)

Dyanne Thorne nel ruolo della perfida generalessa nazista in "Ilsa la belva del deserto"

Ilsa è una serie di film d'exploitation, tendenti verso lo splatter e l'erotico, avente come protagonista la tremenda generalessa tedesca nazista Ilsa, interpretata da Dyanne Thorne. Tutti e tre i film (in particolare il primo) appartengono al filone della nazisploitation che si andò diffondendo in tutta Europa dalla prima metà degli anni settanta.
Di questa saga fanno parte tre film:
- Ilsa la belva delle SS di Don Edmonds (1975)
- Ilsa la belva del deserto di Don Edmonds (1976)
- La tigre del sesso di Jean LaFleur (1977).

## Ilsa la belva delle SS
Prodotto con un budget cinematografico irrisorio e diretto da Don Edmonds, Ilsa la belva delle SS rappresenta uno degli esempi più lampanti della nazisploitation, corrente d'exploitation che si diffuse in Europa intorno ai primi anni settanta. Nel film, Ilsa è interpretata da Dyanne Thorne, e la storia si incentra su episodi di violenza e tortura inflitti alle prigioniere del campo di concentramento dove lavora Ilsa. Il film venne accolto molto negativamente all'epoca dell'uscita, ma restò l'apice della saga, tendente a mostrare più che trame ricche e complesse episodi gratuiti di sesso e splatter.

## Ilsa la belva del deserto
Ilsa la belva del deserto venne realizzato nel 1976. La regia e la produzione vennero affidate nuovamente a Don Edmonds, che abbandonò la sceneggiatura per favorire invece Langston Stafford. Dyanne Thorne ritornò nel ruolo della crudelissima nazista Ilsa, mentre il resto del cast cambiò del tutto, eccetto che per George "Buck" Flower, che tornò in un altro ruolo. Il film non ottenne molto successo a causa del fatto che molti spettatori speravano di andare a vedere un sequel di Ilsa, la belva delle SS contenente elementi di sesso e violenza espliciti.

## La tigre del sesso
La tigre del sesso venne realizzato nel 1977. La regia passò al canadese Jean LaFleur e gli hollywoodiani Roger Corman ed Ivan Reitman, che con il loro prestanome fecero tornare gli incassi ai fasti precedenti. Dyanne Thorne interpreta sempre la generalessa Ilsa, questa volta implicata in torture attuate durante il regime comunista.